# كارل كريستيان هال
كارل كريستيان هال (بالدنماركية: Carl Christian Hall)‏ هو تربوي ودبلوماسي دنماركي، ولد في 25 فبراير 1812 في Christianshavn ‏ في الدنمارك، وتوفي في 14 أغسطس 1888 في فريدريكسبرغ في الدنمارك.

## وصلات خارجية
- كارل كريستيان هال على موقع الموسوعة البريطانية (الإنجليزية)